# Mia Horn af Rantzien
Mia (Marie) Horn af Rantzien, född 9 oktober 1953 i Stockholm, är en svensk nationalekonom och diplomat. Hon var VD för SNS (Studieförbundet Näringsliv och Samhälle) 2012-2022. 

## Utbildning
Mia Horn af Rantzien var utbytesstudent i USA 1970–1971, och 1975 student vid den ekonomiska fakulteten vid Tribhuvan University, Kathmandu, Nepal. Hon avlade civilekonomexamen vid Handelshögskolan i Stockholm 1977 och antogs sedan samma år till utrikesdepartementets diplomatprogram. Efter åtta år i utrikesförvaltningen återvände hon 1986 till Handelshögskolans forskarutbildning där hon, efter studier även vid Princeton University, doktorerade i nationalekonomi 1994. I doktorsavhandlingen analyserade hon samspelet mellan ekonomisk och demografisk utveckling samt hur olika interventioner påverkar mänsklig välfärd. Hon tilldelades Gunnar Myrdal-priset för en populärvetenskaplig version av avhandlingen.

## Karriär
Efter avslutad diplomatutbildning vid UD tjänstgjorde hon fyra år vid svenska ambassaden i Hanoi 1978–1982. Därefter följde tjänstgöring vid FN-enheten på UD i Stockholm 1982–1984 och på Sida 1984–1985. Efter forskarutbildningen 1986–1994 utsågs Mia Horn af Rantzien till chefsekonom på UD 1994. 1996 fick hon uppdrag att som minister på svenska representationen i Genève vara Sveriges styrelserepresentant i ett antal FN-organisationer, bl.a. ILO, UNCTAD och ECE 1996–2000.
År 2000 utsågs hon till huvudsekreterare för den parlamentariska utredningen om Sveriges politik för global utveckling  Utredningens förslag utmynnade i PGU (Sveriges politik för global utveckling), som sedan 2002 är en del av svensk utrikespolitik.  
År 2002 utsågs Mia Horn af Rantzien till Sveriges första CSR-ambassadör, och chef för Globalt Ansvar, ett statsministerinitiativ för hållbart företagande, baserat på förslag i Globkom-utredningen. Därefter blev hon år 2004 Sveriges WTO-ambassadör med stationering i Genève. Där valdes hon till ordförande för WTO:s Enhanced Integrated Framework Steering Committe 2005–2007 och till ordförande för WTO Aid for Trade Task Force 2006.. Hon var även ordförande för Belarus anslutningsförhandlingar till Världshandelsorganisationen WTO under perioden 2005–2009.
År 2007 utsågs Mia Horn af Rantzien till Havsmiljöambassadör och därefter till ställföreträdande generaldirektör och policychef för Sida för att 2010 ta uppdraget som ambassadör för Näringsliv och Utveckling vid UD. År 2012 tillträdde hon som VD för SNS.

## Uppdrag
Mia Horn af Rantzien har haft uppdrag bland annat som Governor for IDS, Sussex University 2002–2008, styrelsemedlem Nordiska Afrikainstitutet 2008–2010, styrelseledamot Swedfund 2010–2012, Sida 2015–2021, medlem i Advisory Board för Unicef Research Center, Florens 2000–2006, medlem i World Economic Forum, Global Agenda Council 2012–2014, ledamot i GRI Independent Appointments Committee 2015–2016 och ledamot i stipendiekommittén för konungens stiftelse Ungt Ledarskap 2012–2017. Mia Horn af Rantzien valdes 2013 in som ledamot i Kungliga Ingenjörsvetenskapsakademien och var 2016–2018 ordförande för IVA:s Avdelning IX Ekonomi. 
Hon är idag ledamot i styrelserna för Nobel Prize Outreach AB, Institute for International Economic Studies (IIES),  Stiftelsen för internationalisering av svensk högre utbildning och forskning (STINT) och Mistra Center for Sustainable Markets vid Handelshögskolan, Stockholm (Misum) samt i insynsrådet för Svenska institutet.